# Aeroportul Dos Lagunas
Aeroportul Dos Lagunas (IATA: DON, ICAO: MGDL) este un aeroport din Departamento de Petén⁠(d), Guatemala.
Situat la o altitudine de 216 m, aeroportul dispune de o singură pistă.